# Hugo Willemsen
Friedrich Hugo Willemsen (* 12. Juli 1844 in Elberfeld, Rheinprovinz; † 20. Juli 1918 in London) war ein deutscher Pianist, Dirigent und Komponist.

## Leben
Hugo Willemsen war Sohn eines Elberfelder Versicherungsdirektors. In Düsseldorf wurde er Schüler des Städtischen Musikdirektors Julius Tausch. In den Jahren 1867/1868 studierte er am Leipziger Konservatorium, unter anderem Komposition und Dirigieren. Von Januar 1869 bis Dezember 1872 war er als Nachfolger von Johann Georg Busch Dirigent des Cäcilien-Vereins in Bingen am Rhein. In dieser Position folgte ihm Willem de Haan. In den Jahren 1873/1874 leitete er die Sinfoniekonzerte in Speyer sowie seit der folgenden Saison die Konzerte des Instrumentalvereins in Saarbrücken, später auch diejenigen der Konzertgesellschaft Melpomene in Saarbrücken-St. Johann. Im Oktober 1879 kehrte er auf seine alte Stelle in Bingen zurück, wo er bis Januar 1883 blieb. Etwa Mitte 1883 wurde er Kapellmeister des Düsseldorfer Streichorchesters (Orchesterverein) und vertrat seit 1888 seinen Lehrer Tausch in dessen Funktion. 1895 ließ sich Willemsen in London nieder, wo er seit ca. 1907 im Auftrag der von Oscar Sonneck geleiteten Musikabteilung der Library of Congress in Washington zahlreiche Opernpartituren kopierte. Auftritte als Pianist sowie als Dirigent seiner Werke sind u. a. in Mainz (1871), Kreuznach (1875, 1882) und Trier (1878) dokumentiert. Als 1884 Kaiser Wilhelm I. einem ihm zu Ehren arrangierten Festspiel des Künstlervereins Malkasten in Düsseldorf beiwohnte, oblagen Wilhelm Schauseil und Willemsen die musikalische Leitung. Ein Kritiker zählte ihn 1889 zu den Komponisten der Neudeutschen Schule.

## Werke (Auswahl)
- 3 Lieder, op. 1 (Singstück mit Klavier), 1866
- Der Schmetterling und die Rose, op. 2 (Singstück mit Klavier), 1872
- 2 Lieder, op. 3 (Singstück mit Klavier), 1872
- Großmutter erzählt, op. 6 (6 Charakterstücke mit Klavier), 1875[3]
- Abendfeier in Venedig, op. 7 (Chor mit Orchester), 1873
- 3 Lieder, op. 10 (4-stimmiger Männerchor mit Klavier), 1883
- 4 Lieder, op. 12 (Singstück mit Klavier), 1885
- 2 Lieder, op. 19 (Singstück mit Klavier)
- Festmarsch, op. 21 (Klavier), um 1895
- Four Sketches, op. 37 (Klavier), 1896
- Sweet and Low, op. 47 (Singstück mit Klavier) 1899[4]
- Twilight (In der Dämmerung), op. 51 (Klavier), um 1899
- Evening Bells (Abendglocken), op. 57 (Klavier), um 1899
- The Spinning Wheel, op. 58 (Klavier), um 1899
- Es gilt dem Lied (Männerchor mit Orchester), 1891
- Kaiser’s Geburtstags-Marsch (Streichquartett, Klavier, 4 Männerstimmen), 1892
- Das Meerweib, Ouverture (Orchester), 1868
- Pergolese (Bariton, Chor, Orchester), 1874
- Der Page und die Königstochter (Soli, Chor, Orchester), 1877
- Sonate (Klavier, Violine), 1883
- Sylvester, Oper, 1884
- Hercules an der Wiege (Chor, Orchester, Harfe), 1887
- Jubiläums-Festgesang (anlässlich der Jubelfreier des Realgymnasiums Düsseldorf), 1888
- Am St. Gotthard, Symphonische Dichtung, 1893
- Der Triumph der Freiheit (Chor, Orchester), 1893